# Arisaema yamatense
Arisaema yamatense är en kallaväxtart som först beskrevs av Takenoshin Nakai, och fick sitt nu gällande namn av Takenoshin Nakai. Arisaema yamatense ingår i släktet Arisaema och familjen kallaväxter.

## Underarter
Arten delas in i följande underarter:
- A. y. sugimotoi
- A. y. yamatense